# Watsonarctia rosea
Watsonarctia rosea är en fjärilsart som beskrevs av Charles Oberthür 1911. Watsonarctia rosea ingår i släktet Watsonarctia och familjen björnspinnare. Inga underarter finns listade i Catalogue of Life.